# NGC 2954
NGC 2954 في الفهرس العام الجديد، هي مجرة، تقع في كوكبة الأسد. اكتشفت في 18 مارس 1836 بواسطة جون هيرشل.

## روابط خارجية
- NGC 2954 على موقع ويكي سكاي: DSS2, SDSS, GALEX, IRAS, Hydrogen α, X-Ray, Astrophoto, Sky Map, Articles and images